# 小酒部泰暉
小酒部 泰暉（おさかべ たいき、1998年7月15日 - ）は、日本の男子プロバスケットボール選手である。ポジションはシューティングガード。神奈川県足柄上郡山北町出身。B.LEAGUEのアルバルク東京所属。

## 来歴
山北高校在学時は県大会2回戦止まりで無名だったが、神奈川大学3年次に関東大学リーグ1部で得点王を獲得し、学生選抜にも選ばれた。複数のFIBA公認のエージェントが視察におとずれ、Bリーグの大河正明チェアマン（当時）が公の場で「小酒部くんのような選手にBリーグにチャレンジしてもらいたい」とコメントするほどの活躍ぶりだった。
2019年12月、神大バスケットボール部を退部し、アルバルク東京の特別指定選手となる。卒業後の2021年にプロ契約。

## 所属歴
- 山北高
- 神奈川大
  - A東京（2019年〜2021年）：特別指定選手
  - A東京（2021〜年）